# جورج وليامز (لاعب كرة قاعدة)
جورج وليامز (بالإنجليزية: George Williams)‏ هو لاعب كرة قاعدة أمريكي، ولد في 1864، وتوفي في 9 يناير 1918.